# Айшабібі
Айшабі́бі (каз. Айша бибі) — село у складі Жамбильського району Жамбильської області Казахстану. Адміністративний центр Айшабібінського сільського округу.
У радянські часи село називалось Головачовка.
Населення — 4985 осіб (2021; 4616 у 2009, 2796 у 1999, 2313 у 1989).